# Tiptonville (Tennessee)
Tiptonville es un pueblo ubicado en el condado de Lake en el estado estadounidense de Tennessee. En el Censo de 2010 tenía una población de 4.464 habitantes y una densidad poblacional de 838,72 personas por km².

## Geografía
Tiptonville se encuentra ubicado en las coordenadas 36°22′38″N 89°28′52″O / 36.37722, -89.48111. Según la Oficina del Censo de los Estados Unidos, Tiptonville tiene una superficie total de 5.32 km², de la cual 5.32 km² corresponden a tierra firme y (0%) 0 km² es agua.

## Demografía
Según el censo de 2010, había 4.464 personas residiendo en Tiptonville. La densidad de población era de 838,72 hab./km². De los 4.464 habitantes, Tiptonville estaba compuesto por el 57.37% blancos, el 40.21% eran afroamericanos, el 0.25% eran amerindios, el 0.18% eran asiáticos, el 0.02% eran isleños del Pacífico, el 0.69% eran de otras razas y el 1.28% pertenecían a dos o más razas. Del total de la población el 2.02% eran hispanos o latinos de cualquier raza.